# После боя (картина Петрова-Водкина)
После боя — картина советского художника Кузьмы Петрова-Водкина, написанная в 1923 году. Находится в собрании Центрального музея Вооружённых Сил Российской Федерации в Москве.

## История
Петров-Водкин написал картину для Всесоюзной художественной выставки «Красная Армия (1918—1923)», открывшейся к 5-летию Рабоче-крестьянской Красной Армии 18 марта 1923 года в Музее Красных Армии и Флота в Москве. В настоящее время находится в собрании Центрального музея Вооружённых Сил Российской Федерации в Москве.

## Композиция
Картина размерами 154 × 121,5 см написана маслом на холсте. Разорвав временную последовательность повествования, Петров-Водкин соединил на холсте два разновременных эпизода и поделив соответственно картину на два параллельных мира — жизни и смерти, окрашенных соответственно в теплые охристые тона и в иссиня-холодные цвета. На первом плане видны три бойца, с философской сосредоточенностью погруженные в воспоминания о погибшем командире. Они сидят за дощатым столом, на котором стоит походный жестяной котелок. В центре картины изображён комиссар в кожаной куртке и фуражке со звездой. По обеим сторонам от комиссара сидят два его товарища, причём на шее одного из них виден красный шарф, который является главным цветовым акцентом картины. Сцена смерти командира изображена на втором плане полотна, перекликаясь с аналогичным сюжетом с картины «На линии огня». Он получил смертельное ранение, с его стриженной головы слетела фуражка и он начинает падать рядом с погибающими в бою товарищами.

## Восприятие
«После боя» считается этапным произведением в творчестве Петрова-Водкина того периода. Данное полотно является своеобразным продолжением картины «На линии огня» (1916) и тематическим предшественником работы «Смерть комиссара» (1928), образуя вместе с ними своего рода триптих. Опасаясь возможных последствий в ходе нараставшей в то время борьбы с контрреволюцией, сам Петров-Водкин отмечал, что прямой связи между картинами нет. По мнению критиков, картина также наполнена мотивами древнерусской живописи и перекликается с «Троицей» Андрея Рублёва.